# Opogona omiastis
Opogona omiastis är en fjärilsart som beskrevs av Edward Meyrick 1937. Opogona omiastis ingår i släktet Opogona och familjen äkta malar. Inga underarter finns listade i Catalogue of Life.